# Dodge Rampage
La Dodge Rampage è un pick-up di medie dimensioni prodotto dalla casa automobilistica statunitense Dodge dal 1982 al 1984.

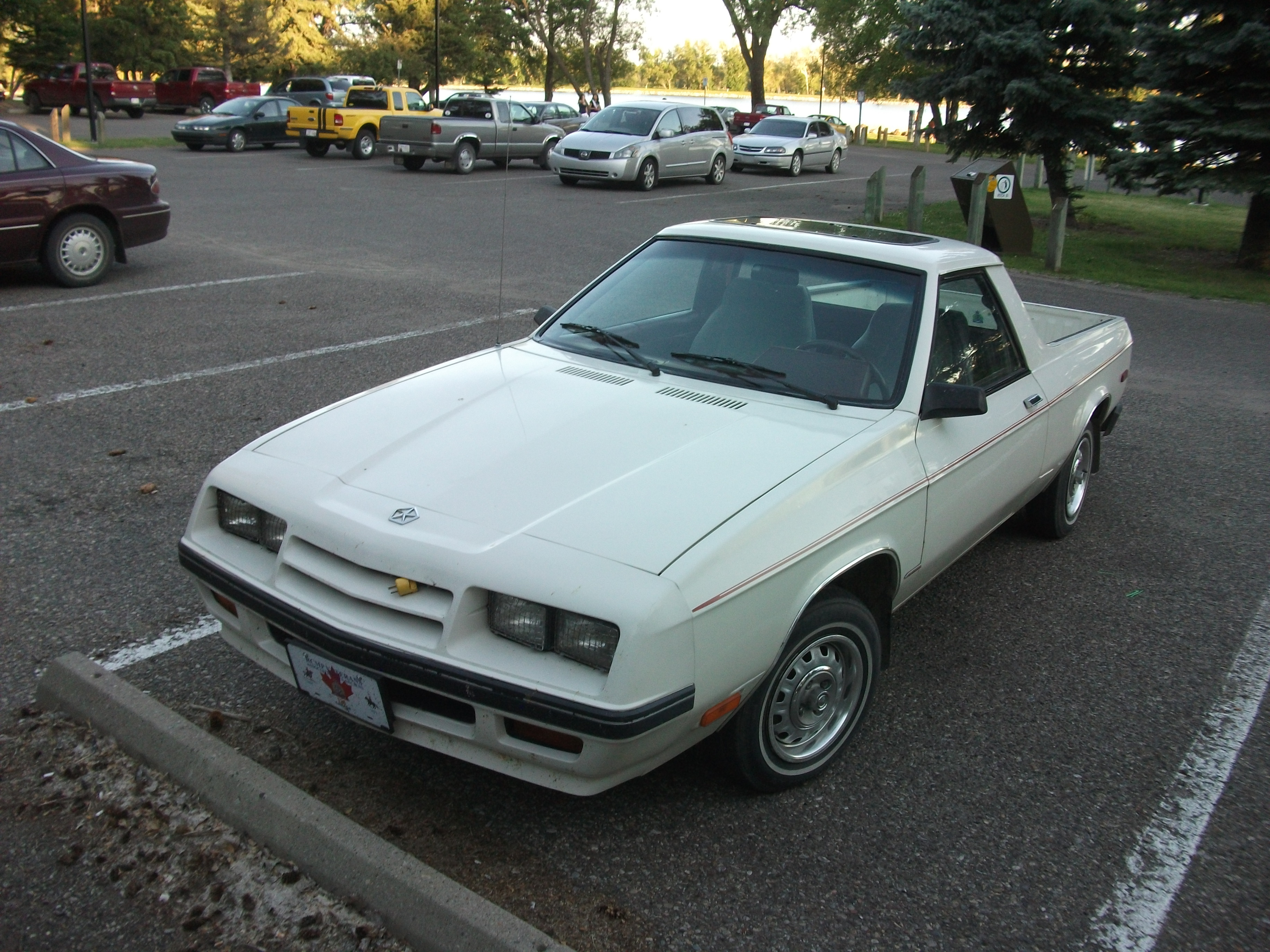
Dodge Rampage del 1984

La Rampage era un pick up con telaio monoscocca basato sulla piattaforma Chrysler L e venne venduto anche con il nome di Plymouth Scamp.

## Descrizione
La Rampage utilizzava gran parte della struttura, i pannelli della carrozzeria e i componenti della parte anteriori derivati dalla Dodge Omni 024 e utilizzava le sospensioni della Omni/Horizon con montanti MacPherson e una barra stabilizzatrice nella parte anteriore e molle a balestra con ammortizzatori idraulici al retrotreno. La trazione era anteriore con il motore montato trasversalmente.
Era disponibile con un'unica motorizzazione, un motore a quattro cilindri in linea a carburatori da 2,2 litri con 94 CV (72 kW) e un peso a vuoto di circa 1100 kg. La Rampage aveva una capacità di carico di 519 kg. La trasmissione era affidata ad un cambio manuale a quattro velocità o in opzione a una trasmissione automatica a tre velocità.
Nel 1983 vi fu un miglioramento delle prestazioni grazie all'introduzione di una trasmissione manuale a cinque velocità.
Nel 1984 la Rampage venne sottoposto ad un aggiornamento e ricevette un frontale rinnovati condiviso con la coeva Charger, con i quattro fari quadrati. Anche la griglia è stata modificata, passando da un design a 6 feritoie a un design con sole due.
Una versione rimarchiata della Rampage, la Plymouth Scamp, fu commercializzata solo nel 1983. La produzione durò per tre anni prima di essere interrotta nel 1984.